# Uroleucon olivei
Uroleucon olivei är en insektsart som beskrevs av Moran 1985. Uroleucon olivei ingår i släktet Uroleucon och familjen långrörsbladlöss. Inga underarter finns listade i Catalogue of Life.